# Reuchelheim
Reuchelheim ist ein Gemeindeteil der Stadt Arnstein im unterfränkischen Landkreis Main-Spessart in Bayern.

## Lage
Das Kirchdorf liegt im Tal der Wern, drei Kilometer westlich von Arnstein. Auf der Gemarkung befinden sich auch der Weiler Marbach und die Gutshöfe Ebenroth und Erlasee. Die Werntalbahn durchquert den Ort. Nördlich davon liegt der Altort, südlich am Hang des Wernberges ein Siedlungsgebiet.
Die nördlich des Ortes verlaufende Bundesstraße 26 führt westwärts nach Müdesheim, Halsheim und Binsfeld und ostwärts nach Arnstein.
An Reuchelheim grenzen folgende Gemarkungen:
| Hundsbach | Büchold                                     |             |
| Müdesheim | Kompassrose, die auf Nachbargemeinden zeigt | Heugrumbach |
|           | Gramschatzer Wald                           | Arnstein    |

## Geschichte
Reuchelheim wurde zwischen 500 und 700 n. Chr. von den Franken besiedelt und entwickelte sich aus sieben Freihöfen im heutigen Ortszentrum. Andere Quellen sprechen von der Gründung durch einen Ritter Ruchilo. Die erste urkundliche Erwähnung stammt von 907, ein gewisser Lichtenstein hatte das Dorf pfandweise inne. Ab dem 16. Jahrhundert gehörte Reuchelheim zum Zehntgericht Arnstein.
Die Kirche St. Johannes Baptista wurde 1750 im Rokokostil erbaut und 1904 restauriert.
Der Weinbau war in dem Ort schon immer heimisch und hat sich bis heute erhalten. Am 1. Juli 1974 wurde Reuchelheim im Rahmen der Gebietsreform in Bayern ein nach Arnstein eingemeindet.

## Bauwerke
Neben einigen Baudenkmälern Reuchelheims ist besonders die Dorfkirche St. Johannes der Täufer hervorzuheben.